# Baltimore Bullets 1950-1951
La stagione 1950-51 dei Baltimore Bullets fu la 2ª nella NBA per la franchigia.
I Baltimore Bullets arrivarono quinti nella Eastern Division con un record di 24-42, non qualificandosi per i play-off.

## Roster
| N° | Naz.                   | Ruolo | Sportivo      | Anno | Alt. | Peso |
| -- | ---------------------- | ----- | ------------- | ---- | ---- | ---- |
|    | Stati Uniti (bandiera) | A     | Don Rehfeldt  | 1927 | 201  | 95   |
|    | Stati Uniti (bandiera) | G     | Tommy O'Keefe | 1928 | 188  | 84   |
|    | Stati Uniti (bandiera) | G     | Ray Corley    | 1928 | 183  | 82   |
|    | Stati Uniti (bandiera) | GA    | Don Carlson   | 1919 | 183  | 77   |
| 4  | Stati Uniti (bandiera) | G     | Joe Dolhon    | 1927 | 183  | 79   |
| 4  | Stati Uniti (bandiera) | G     | Kenny Sailors | 1921 | 178  | 79   |
| 5  | Stati Uniti (bandiera) | GA    | Tommy Byrnes  | 1923 | 191  | 79   |
| 5  | Stati Uniti (bandiera) | A     | Gene James    | 1925 | 193  | 82   |
| 6  | Stati Uniti (bandiera) | AC    | Red Rocha     | 1923 | 206  | 84   |
| 7  | Stati Uniti (bandiera) | AC    | Dick Mehen    | 1922 | 196  | 88   |
| 7  | Stati Uniti (bandiera) | AC    | Brady Walker  | 1921 | 198  | 93   |
| 8  | Stati Uniti (bandiera) | G     | Billy Hassett | 1921 | 180  | 82   |
| 8  | Stati Uniti (bandiera) | GA    | Belus Smawley | 1918 | 185  | 88   |
| 9  | Stati Uniti (bandiera) | GA    | Ken Murray    | 1928 | 188  | 86   |
| 11 | Stati Uniti (bandiera) | GA    | Paul Hoffman  | 1925 | 188  | 88   |
| 12 | Stati Uniti (bandiera) | AC    | Walt Budko    | 1925 | 196  | 100  |
| 13 | Stati Uniti (bandiera) | C     | Chick Halbert | 1919 | 206  | 102  |
| 13 | Stati Uniti (bandiera) | C     | Don Otten     | 1921 | 208  | 109  |
| 33 | Stati Uniti (bandiera) | A     | Norm Mager    | 1926 | 196  | 84   |

## Staff tecnico
- Allenatori: Buddy Jeannette (14-23) (fino al 18 gennaio)[1], Walt Budko (10-19)